# Idiocera accincta
Idiocera accincta är en tvåvingeart som först beskrevs av Alexander 1957.  Idiocera accincta ingår i släktet Idiocera och familjen småharkrankar.
Artens utbredningsområde är Pakistan. Inga underarter finns listade i Catalogue of Life.